# Plouguenast-Langast
Plouguenast-Langast é uma comuna francesa na região administrativa da Bretanha, no departamento de Côtes-d'Armor. Estende-se por uma área de 55.57 km². Em 2010 a comuna tinha 2 528 habitantes (densidade: 45,5 hab./km²).
Foi criada em 1 de janeiro de 2019, após a fusão das antigas comunas de Plouguenast (sede) e Langast.